# Kvinde med en solsikke
Kvinde med en solsikke har også heddet Mor og barn men fik sin oprindelige titel igen, det er et oliemaleri fra 1905 af den amerikanske kunstner Mary Cassatt. Det har været i samlingen af National Gallery of Art i Washington, DC siden 1963.
Kvinde med en solsikke var blandt mange malerier af Cassatt, som var involveret i en udstilling fra 1915, som rejste penge til valgretskampagnen (en). Denne udstilling fandt sted på Knoedler Gallery i New York City, Louisine Havemeyer organiserede denne udstilling. Adgangsgebyrerne og salget af pamfletterne hjalp Havemeyer med at stifte Kvindevalgskampagnefonden.

## Beskrivelse
Cassatt er kendt for, at mødre og børn er genstand for hendes malerier, og dette tema er portrætteret i dette maleri. Kvinde med en solsikke forestiller en kvinde og en pige, der begge kigger ind i et lille cirkulært spejl, hvorfra de begge ser på barnets spejling. Moderens lyse udseende henleder opmærksomheden på barnets nøgenhed, hvilket antyder uskyld. Mor og barn er forbundet med hinanden ved deres håndbevægelser og stirren mod spejlet. To spejle er vist i maleriet, som skaber et arrangement af billeder i billedet, der fremhæver maleriets hovedfokus, nemlig den unge piges udvikling af feminine identitet under hjælp og omsorg fra en moderlig indflydelse fra hendes mor.

## Solsikken
Solsikken afbildet i Cassatts maleri er også et symbol på valgretsbevægelsen, det er Kansas' statsblomst. Suffragisterne Elizabeth Cady Stanton og Susan B. Anthony opmuntrede til brugen af solsikken ved at bære solsikkenåle, da de førte valgkamp for stemmeretten i 1867 i Kansas. Gennem det 20. århundrede blev farven gul brugt til at symbolisere valgretsbevægelsen.